# أندريا كانينج
أندريا كانينج هي صحفية كندية، ولدت في 10 ديسمبر 1972 في كولينجوود في كندا.

## وصلات خارجية
- أندريا كانينج على موقع IMDb (الإنجليزية)
- أندريا كانينج على موقع قاعدة بيانات الفيلم (الإنجليزية)